# Alfa Romeo 75
Alfa Romeo 75 byla představena v roce 1985, u příležitosti 75. výročí vzniku automobilky Alfa Romeo. Objevila se rok po debutu své větší sestry, Alfy Romeo 90, která však doslova propadla u zákazníků vlivem až příliš konzervativního designu od Giugiara. Po svých předchůdkyních Alfettě a Giuliettě převzala Alfa 75 koncepci s motorem podélně nad přední nápravou a převodovkou u zadní nápravy, avšak nejedná se o uspořádání Transaxle, neboť motor s převodovkou nejsou spojeny pevnou rourou a spojka není u motoru vpředu, ale vzadu ve společné skříni s převodovkou. Toto řešení, kdysi tak typické právě pro automobilku Alfa Romeo, s drobnými změnami převzala o 15 let později automobilka Maserati. Přední náprava byla tvořena lichoběžníkovým závěsem se spodním kovaným ramenem ukotveným v podélné zkrutné tyči a horním ramenem z lisovaného ocelového plechu, specifická zadní náprava typu deDion trojúhelníkovitého tvaru měla přední kloub uložený ve společném bloku s převodovkou. Odpružení vpředu zajišťovala ona torzní tyč doplněná plynokapalinovými tlumiči Sachs, zadní náprava byla odpružena vinutými pružinami s teleskopickými tlumiči a obě nápravy byly doplněny příčnými zkrutnými stabilizátory. Tato charakteristická konstrukce znamenala také charakteristické jízdní vlastnosti, které byly na svoji dobu skutečně brilantní. Od roku 1987 se ještě zlepšily díky sériové montáži diferenciálu s omezenou svorností u verzí TwinSpark, 1.8 Turbo a V6.
Brzdová soustava byla dvouokruhová, diagonální, s předními dvoupístkovými třmeny ATE (později u verzí TwinSpark, Turbo a V6 Brembo) a zadními dvoupístkovými třmeny montovanými přímo na skříň převodovky. Toto řešení bylo zvoleno z důvodu poměrně vysoké neodpružené hmoty zadní nápravy, což byla stinná stránka použití zadní nápravy typu deDion.
Základ nabídky tvořily celohliníkové čtyřválce DOHC s příčným prouděním plynů, řetězovým rozvodem a objemy 1.6/110 k, 1.8/125 k a 2.0/128 k. Všechny měly dvoustupňové spádové karburátory Weber nebo DellOrto se čtyřmi samostatnými větvemi. Vrcholem benzinové nabídky byl šestiválec 2,5 litru s elektronickým vstřikováním paliva Bosch Jetronic, který poskytoval verzi Quadrifoglio verde (zelený čtyřlístek) maximální výkon 156 koní při 5400/min. Vznětové motory byly v nabídce dva: čtyřválec 1.9 TD/90 k a výkonný 2.4 TD modulové konstrukce od VM Motori, poskytující maximální výkon 110 koní. V průběhu roku 1986 přibyla verze 1.8 Turbo s maximálním výkonem 155 koní, která se stala ihned základem různých sportovních úprav.
V roce 1987 prošla Alfa 75 modernizací a nutno říci, že velmi podařenou. Benzinové čtyřválce 1.6 a 1.8 byly osazeny elektronickým vstřikováním paliva Jetronic a v nabídce se nově objevil celohliníkový čtyřválec DOHC s dvojím zapalováním a označením TwinSpark (dvojitá jiskra). Díky konstrukci hlavy válců a rozdílným časům zážehu v různých oblastech spalovacího prostoru vykazoval nový motor velmi vyrovnanou výkonnou křivku, vrcholící maximem 148 koní při 5800/min., přičemž relativně vysoké maximum krouticího momentu 186 Nm bylo k dispozici již při 3400/min. To vše při snížení spotřeby paliva ve srovnání s předchozí verzí 2.0, nedůležité nebylo ani vstřícnější chování k životnímu prostředí. Vzápětí byla verze TwinSpark doplněna katalyzátorem výfukových plynů pro plnění normy US Federal '83 (výkon se mírně snížil na 145 koní). To však zdaleka nebyla jediná novinka. Motor 1.8 turbo se dočkal dílčích vylepšení a vznikla verze America s velkoobjemovou nádrží v zavazadlovém prostoru a řízeným katalyzátorem výfukových plynů a byla přidána verze Quadrifoglio Verde s výkonem zvýšeným na 168 koní. Třetí novinkou bylo uvedení motoru 3.0 V6 ve verzích America s řízeným třícestným katalyzátorem a výkonem 185 koní při 5400/min a Milano, která byla určena na export do USA. Třílitrová America uměla zrychlit z 0 na 100 km/h za pouhých 7,3 s a maximální rychlost byla 220 km/h, 1 km s pevným startem zvládla za 27 s. Ale ani čtyřválcová provedení netrpěla žádnou leností – 1.8 Turbo zvládla z 0 na 100 km/h za 7,7 s a maximální rychlost byla 212 km/h a TwinSpark zvládl zrychlení na 100 km/h z místa za 8,2 s, maximální rychlost byla 205 km/h a 1 km s pevným startem trval 28,2 s. Svůj vliv na dobrou dynamiku měla i rozumná pohotovostní hmotnost (TwinSpark 1190 kg, 3.0 V6 America 1310 kg).
Pro modelový rok 1990 došlo k dalším drobným změnám v nabídce Alfy 75. Oranžové svítilny byly nahrazeny červenými, oranžové podsvícení kontrolních prvků interiéru bylo nahrazeno podsvícením zelenobílým a změnily se materiály sedadel. Z novinek pod kapotou stojí za zmínku především vrcholná verze 3.0 V6 Quadrifoglio Verde se zvýšeným kompresním poměrem a výkonem 193 koní.
Výroba Alfy Romeo 75 byla ukončena v únoru 1992. Poslední kusy byly prodávány jako limitované edice ASI s atraktivními prvky výbavy.
Alfa Romeo 75 se stala legendou a vozem "skalních" příznivců značky. Je považována za poslední pravou Alfu Romeo. Všechny pozdější vozy této značky vznikly již jako produkty spolupráce s Fiatem, které již nepokračovaly v typické koncepci konstrukční školy Alfy Romeo. Typová řada 75 nabízela unikátní jízdní vlastnosti a bezprostřední sportovní zážitek během jízdy. přitom zároveň disponovala výborně využitým obestavěným prostorem, velkým zavazadlovým prostorem (kromě verzí America) a bohatou standardní výbavou. Jedním ze stěžejních argumentů pro její nákup byla i velmi nízká pořizovací cena, za níž majitel obdržel skutečně originální a osobitý vůz. Proto jsou na trhu ojetých automobilů zejména vrcholné modely řady 75 velmi ceněné a stále fanoušky značky vyhledávané.
I přes své nesporné kvality nelze opominout zástup problémů, které typovou řadu sužovaly. Prvním z nich bylo řešení zadních brzd, které byly u převodovky špatně chlazeny a jejichž účinek měl během sportovní jízdy nepříjemně klesající charakteristiku. Dalším problémem byl třídílný spojovací hřídel mezi motorem s blokem převodovky, jehož otáčky odpovídaly otáčkám motoru, vlivem čehož byl velmi náchylný na vyvážení. jeho jednotlivé díly byly spojeny Hardyho spojkami, jejichž životnost zvláště v solném prostředí byla omezena. Pokud majitel pravidelně nedopřál kardanu výměnu těchto spojek, docházelo k poškození litinového unašeče kardanu, který snadno praskl a ač nebyl problém jej svařit, byl velký problém celý hřídel následně správně vyvážit. Třetím problémem byly převodovky, které při zkrutech sice robustní, přesto ne nedeformovatelné karoserie vykazovaly osový posun vůči řadicí kulise a tím docházelo ke snižování životnosti zejména "dlouhých" převodových stupňů (dvojka a zpátečka). Nejspolehlivější rovněž nebyla ani spojková hydraulika.

## Zvláštní série
Na základě typové řady Alfa 75 byly vytvořeny 2 unikátní omezené série:
Alfa Romeo Evoluzione z roku 1987 na bázi sedanu s motorem 1.8 turbo a zejména dvojice naprostých unikátů od karosárny Zagato RZ a SZ (RZ = roadster, SZ = spider). ty byly osazeny šestiválcem 3.0 V6 s výkonem 207 koní při 5800/min. Karoserie byla zcela odlišná od běžných modelů řady 75, stejně jako celokožený interiér. Změny byly rovněž na podvozku a brzdách. Alfa Romeo SZ/RZ patří ke skvostům automobilové historie a jedná se o cenné sběratelské kousky.